# Associazione Calcio Rapallo Ruentes 1914 1966-1967
Questa voce raccoglie le informazioni riguardanti l'Associazione Calcio Rapallo Ruentes  nelle competizioni ufficiali della stagione 1966-1967.

## Rosa
| N. |                   | Ruolo | Calciatore      |
| -- | ----------------- | ----- | --------------- |
|    | Italia (bandiera) | P     | Ermanno Andrei  |
|    | Italia (bandiera) | A     | Enzo Badiani    |
|    | Italia (bandiera) | C     | Giulio Ballabio |
|    | Italia (bandiera) | C     | Giorgio Canali  |
|    | Italia (bandiera) | C     | Michele Colombo |
|    | Italia (bandiera) | C     | Angelo Desio    |
|    | Italia (bandiera) | D     | Renato Falcomer |
|    | Italia (bandiera) | D     | Adriano Fecchio |
|    | Italia (bandiera) | D     | Dante Lodrini   |

| N. |                   | Ruolo | Calciatore        |
| -- | ----------------- | ----- | ----------------- |
|    | Italia (bandiera) | C     | Mauro Malagamba   |
|    | Italia (bandiera) | D     | Osvaldo Motto     |
|    | Italia (bandiera) | A     | Enrico Perego     |
|    | Italia (bandiera) | C     | Giuseppe Recagno  |
|    | Italia (bandiera) |       | Rigamonti         |
|    | Italia (bandiera) | A     | Gian Luigi Rizzi  |
|    | Italia (bandiera) | A     | Gianni Rossi      |
|    | Italia (bandiera) | P     | Giorgio Salvatici |
|    | Italia (bandiera) | A     | Leo Taccetti      |